# Akademie Charles Cros
Akademie Charles Cros (frz. Académie Charles-Cros) ist eine Organisation in Paris, die als Vermittler zwischen französischer Regierung und Kulturindustrie fungiert. Die Akademie vergibt jährlich den Grand Prix du Disque, das französische Pendant zum Deutschen Schallplattenpreis (ab 1992 Echo), dem niederländischen Edison, dem Brit Award und den Classical BRIT Awards in Großbritannien oder den Grammy Awards in den USA.

## Geschichte
Die Akademie besteht aus fünfzig Mitgliedern aus Musikkritik, Musikindustrie und Kultur. Sie wurde 1947 von Roger Vincent, Armand Panigel, José Bruyr, Antoine Golea, Franck Ténot, Pierre Brive und Marc Pincherle gegründet. Der Name der Akademie wurde zu Ehren des Dichters und Erfinders Charles Cros, einem Freund von Arthur Rimbaud und Paul Verlaine, benannt. Seit 1948 vergibt die Organisation jährlich den Grand Prix du Disque für herausragende Leistungen in der Musik.